# Quinteto de cuerda n.º 3 (Mozart)
El Quinteto de cuerda n.º 3 en do mayor, K. 515, fue escrito por Wolfgang Amadeus Mozart en 1787. Como todos los quintetos de cuerda de Mozart, se trata de una obra escrita para lo que se conoce como "quinteto con viola", ya que la instrumentación consiste en un cuarteto de cuerda más una viola adicional (es decir, dos violines, dos violas y un violonchelo).
La obra fue completada el 19 de abril de 1787, menos de un mes antes de haber terminado su tempestuoso Quinteto de cuerda n.º 4 (en sol menor). No sería esta la última vez en la que un gran par de obras de la misma forma en do mayor/sol menor son publicadas con gran proximidad temporal y reciben números consecutivos en el Catálogo de Köchel. Al año siguiente, la Sinfonía n.º 40 (en sol menor) y la Sinfonía n.º 41 (en do mayor) serían completadas con unas semanas de diferencia entre ambas.
Este quinteto inspiró a Franz Schubert la composición de su propio Quinteto de cuerda, compuesto en la misma tonalidad, aunque está escrito para dos violonchelos, en lugar de las dos violas presentes en el quinteto de Mozart. El tema inicial de la obra de Schubert conserva muchas de las características de los temas iniciales mozartianos, como ornamentos, frases de irregular extensión y arpegios staccato ascendentes (estos últimos solo aparecen en la recapitulación de la obra de Schubert).

## Estructura
La obra consta de cuatro movimientos:
- I. Allegro, en Do mayor y en 4/4: son 368 compases; se repiten del 1 al 151.

El primer movimiento es muy extenso: es el movimiento en forma sonata-allegro más largo jamás escrito antes de Ludwig van Beethoven.
Comienzo (violín 1º y violonchelo):
No se admite la reproducción de audio en este navegador. Se puede descargar el archivo de audio.
- II. Menuetto en 3/4: 48 compases de Allegretto en Do mayor, más 66 de trío en Fa mayor.

1ª variación (violín 1º y violonchelo):
No se admite la reproducción de audio en este navegador. Se puede descargar el archivo de audio.
Primera variación del trío en Fa mayor (violín 1º; 2ª voz: violín 2º, violonchelo y, por último, viola 1ª):
No se admite la reproducción de audio en este navegador. Se puede descargar el archivo de audio.
- III. Andante en 3/4, en Fa mayor: 128 compases.

Comienzo del Andante (violín 1º):
No se admite la reproducción de audio en este navegador. Se puede descargar el archivo de audio.
- IV. Allegro en 2/4, en Do mayor: 539 compases.

Comienzo (violines 1º y 2º):
No se admite la reproducción de audio en este navegador. Se puede descargar el archivo de audio.
La duración total de la pieza es de unos tres cuartos de hora.